# Міністерство оборони Хорватії

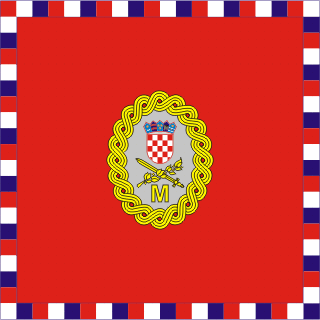
Морський прапор міністра оборони

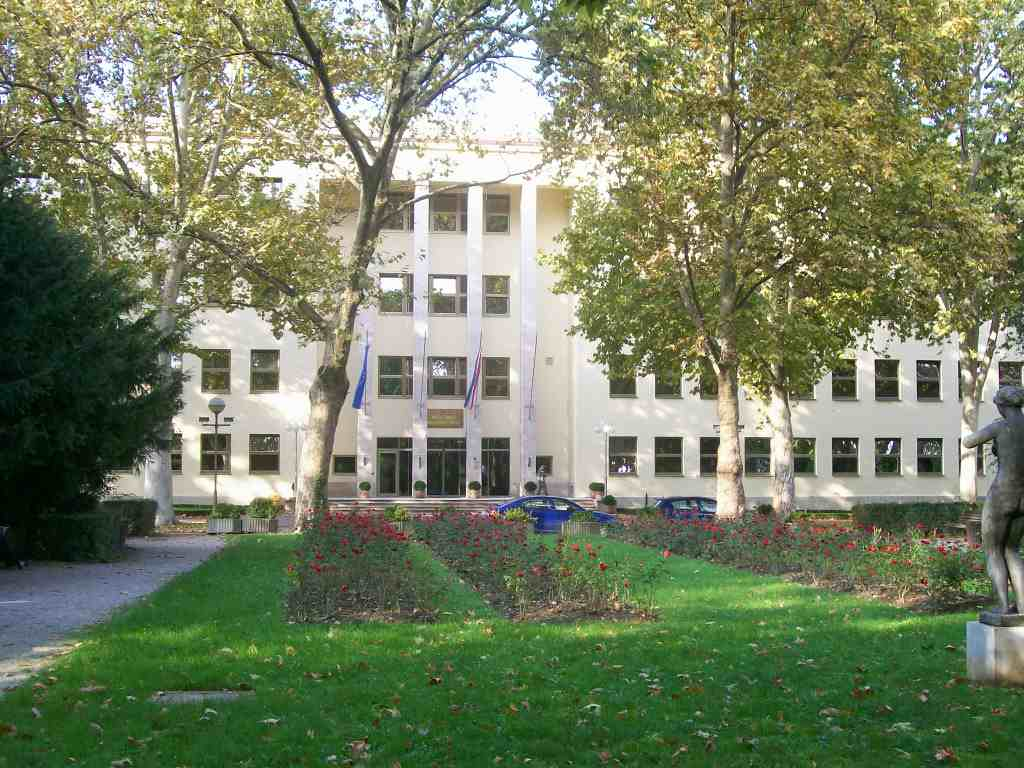
Керівництво Міністерства оборони в Загребі тривалий час розміщувалося в цій будівлі за адресою: Загреб, площа короля Петара Крешимира IV, але з 2010 на деякий час міністерство заплановано переїхало в казарму «Кроація», що в Новому Загребі (зображення нижче), проте згодом повернулося в цю будівлю

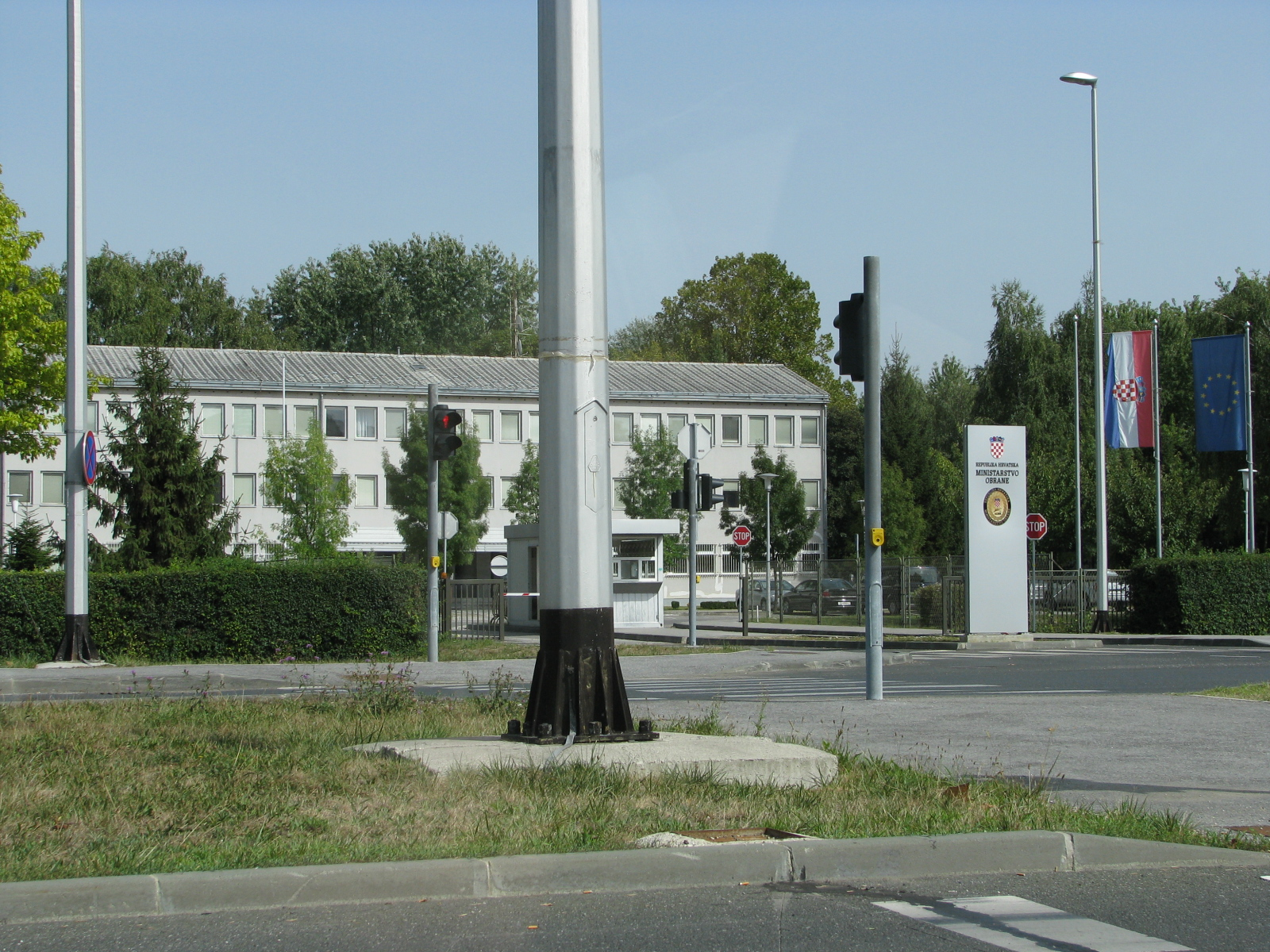
Вхід до тимчасового осідку Міноборони Хорватії на вул. Сараєвський шлях у Новому Загребі

Міністерство оборони Республіки Хорватії, МО РХ (хорв. Ministarstvo obrane Republike Hrvatske, MO RH) — центральний орган виконавчої влади і державного управління Республіки Хорватія, у віданні якого перебувають питання оборони та інші військові справи. Міністерству оборони підпорядковано Збройні сили Республіки Хорватії.
Міністерство оборони виконує обов'язки, пов'язані з:
плануванням розвитку оборони, розвитку та координації планів оборони та іншими планами в надзвичайних обставинах;
оцінкою воєнних та інших небезпек;
організацією, оснащенням, озброєнням, розвитком і використанням хорватської армії, виробництвом і торгівлею озброєнням та військовою технікою;
запасами спеціального оборонного призначення, управлінням і розпоряджанням ввіреним йому майном;
системою попередження і сповіщення;
системою військової освіти та наукових досліджень для потреб оборони;
плануванням і здійсненням міжнародного військового співробітництва та спільних операцій, що випливають з міжнародних зобов'язань, взятих Хорватією у галузі оборони; 
безпекою та захистом секретних даних оборони;
плануванням і розробкою заходів мобілізації та боєготовності, набором, наймом і мобілізацією збройних сил;
системою фінансування оборони;
інспекційними питаннями оборони.

## Керівництво
Міністерство оборони очолює міністр оборони, який є членом хорватського уряду. Міністр оборони приймає рішення, розпорядження, накази, директиви, інструкції, циркуляри і положення у сфері Міністерства оборони. Міністр оборони відповідає за виконання наказів Верховного головнокомандувача відповідно до положень Закону про оборону. Міністр схвалює запропонований план Збройних Сил. Міністр оборони принаймні один раз на рік подає Верховному Головнокомандувачеві доповідь про боєготовність командування, підрозділів та установ Збройних Сил.

## Дотеперішні міністри оборони
Список міністрів оборони Республіки Хорватії:
| Міністр                        | Час вступу на посаду | Час звільнення з посади | Строк повноважень            |
| ------------------------------ | -------------------- | ----------------------- | ---------------------------- |
| Петар Крісте (ХДС)             | 31 травня 1990 р.    | 24 серпня 1990 р.       | 2 місяці i 24 дні            |
| Мартін Шпеґель (СДП)           | 24 серпня 1990 р.    | 2 липня 1991 р.         | 10 місяців і 8 днів          |
| Шіме Джодан (ХДС)              | 2 липня 1991 р.      | 17 липня 1991 р.        | 15 днів                      |
| Лука Бебич (ХДС)               | 31 липня 1991 р.     | 18 вересня 1991 р.      | 1 місяць i 18 днів           |
| Гойко Шушак (ХДС)              | 18 вересня 1991 р.   | 3 травня 1998 р.        | 6 років, 9 місяців i 15 днів |
| Андрія Хебранґ (ХДС)           | 11 травня 1998 р.    | 12 жовтня 1998 р.       | 5 місяців i 1 день           |
| Павал Миляваць (ХДС)           | 14 жовтня 1998 р.    | 27 січня 2000 р.        | 1 рік, 3 місяці i 13 днів    |
| Йозо Радош (ХСЛП)              | 27 січня 2000 р.     | 5 липня 2002 р.         | 2 роки, 5 місяців i 7 днів   |
| Желька Антунович (СДП)         | 30 липня 2002 р.     | 23 грудня 2003 р.       | 1 рік, 4 місяці i 24 дні     |
| Берислав Рончевич (ХДС)        | 23 грудня 2003 р.    | 12 січня 2008 р.        | 4 роки i 20 днів             |
| Бранко Вукелич (ХДС)           | 12 січня 2008 р.     | 29 грудня 2010 р.       | 2 роки 11 місяців 17 днів    |
| Давор Божинович (безпартійний) | 29 грудня 2010 р.    | 23 грудня 2011 р.       | 11 місяців 25 днів           |
| Анте Котроманович (СДП)        | 23 грудня 2011 р.    | 22 січня 2016 р.        | 1 491 днів                   |
| Йосип Булєвич (ХДС)            | 22 січня 2016 р.     | 19 жовтня 2016 р.       | 271 днів                     |
| Дамір Крстичевич (ХДС)         | 19 жовтня 2016 р.    | 8 травня 2020 р.        | 3 роки 202 дні               |
| Маріо Баножич (ХДС)            | 23 липня 2020 р.     | 11 листопада 2023 р.    | 3 роки 111 дні               |
| Іван Анушич (ХДС)              | 16 листопада 2023 р. | донині                  |                              |